# 사카로미케스아문
사카로미케스아문(Saccharomycotina)은 자낭균문(감수 분열에 의해 생기는 포자를 자낭 안에 만드는 균류)에 속하는 아문의 하나로, 효모(자낭과(子囊果, 자실체(字實體))를 형성하지 않는다)로 구성되어 있으며, 자낭(子囊)은 꼬투리에 싸여 있지 않고 무성 생식을 한다.
사카로미케스강은 이 아문의 유일한 강이다.
잘 알려진 빵효모 맥주효모균(Saccharomyces cerevisiae)과, 사람을 감염시키는 칸디다균속(Candida)을 포함하고 있다.